# Louise de Landsheere
Louise de Landsheere, Martine puis Françoise en résistance, née à Bruxelles le 15 octobre 1908 et morte à Anderlecht le 18 août 1989, est une résistante de la Seconde Guerre mondiale. Arrêtée en mai 1942, elle est déportée. Refusant de contribuer à l'effort de guerre nazi, elle connaît de sévères conditions de détention. Elle survit à sa captivité et est libérée par les Américains en 1945. 

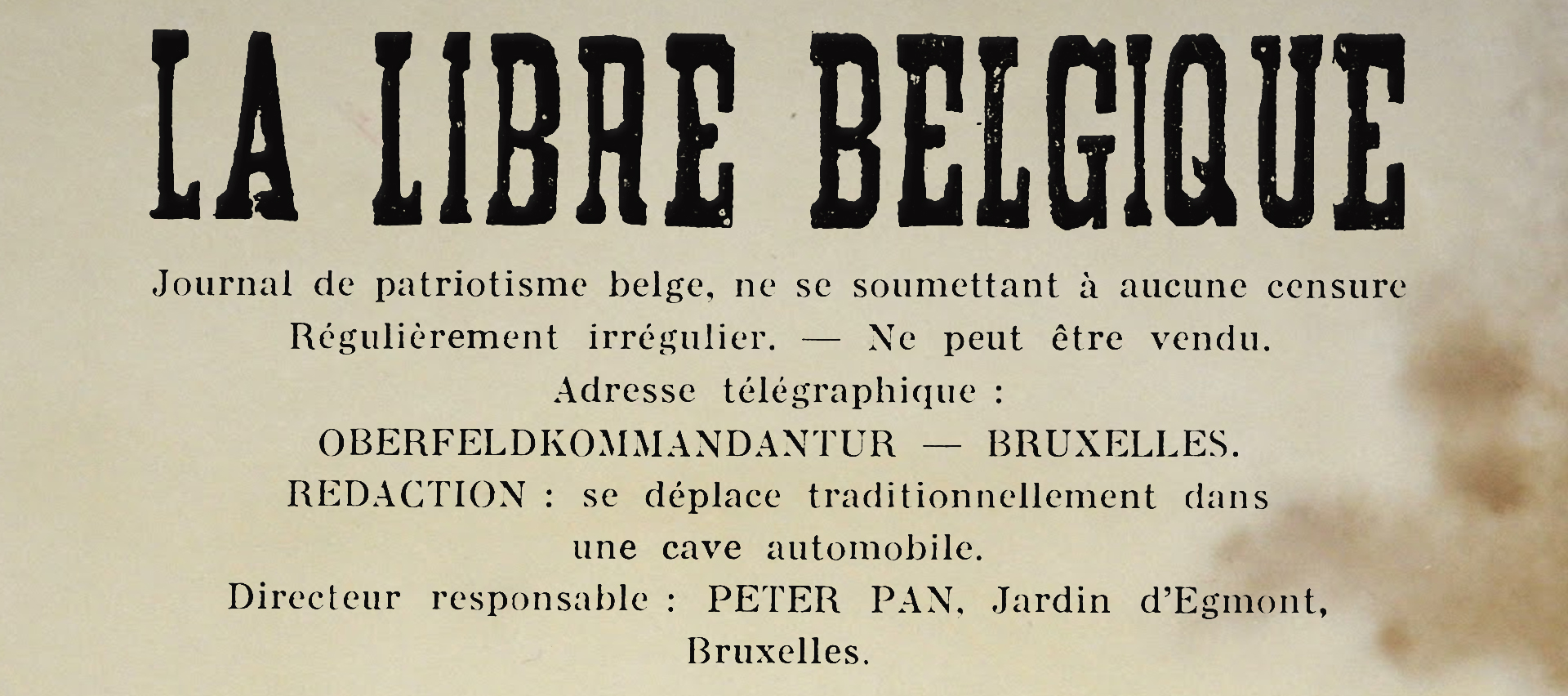
La Libre Belgique clandestine - « Peter Pan » - 1942.

## Biographie
Louise Edmée de Landsheere naît à Bruxelles le 15 octobre 1908 dans une famille intellectuelle catholique.  Elle a un frère et une sœur. Son père Paul de Landsheere est journaliste, président de l'Association générale de la Presse belge et finit sa carrière comme directeur du Compte rendu analytique du Sénat. Il est un résistant de la Première Guerre mondiale et publie peu après une chronique de l'occupation, Cinquante mois d'occupation allemande,,. 
Après des humanités classiques, Louise de Landsheere s'inscrit à l'école supérieure de jeunes filles de Bruxelles. En 1939, elle suit les cours de l'école supérieure de commerce de l'Université catholique de Louvain.

### La résistance
Dès le début de la guerre, Louise de Landsheere souhaite œuvrer « contre » l'occupant. Un de ses amis, Émile Toussaint, lui demande de l’aider à héberger des soldats britanniques. Son père, d'abord réticent, « ce n'est pas l'affaire des femmes, elles ne peuvent pas se taire ... », la met en contact avec William Ugeux, responsable du Service de renseignement Zéro, un des trois principaux Services de renseignement et d'action (USRA). William Ugueux est directeur au journal Le Vingtième Siècle pour lequel Paul de Landsheere collabore comme qu'informateur politique,. 
Louise de Landsheere entre en Résistance où elle devient «Martine», indicatif 015 du Service Zéro. À partir de ce moment, son activité augmente de jour en jour. Elle s'investit dans la livraison de documents, la confection de faux-papiers et diffusion des journaux de La Libre Belgique clandestine, dite Peter Pan. Surtout, elle s'occupe de l'évacuation de résistants et de britanniques vers la Grande Bretagne, et participe au renseignement.  Elle devient l’une des principales collaboratrices de Fernand Kerkhofs, le chef du Service. Elle reprend la fonction de coordinatrice de La Libre Belgique, à la suite de l’arrestation de Marie-Louise Henin. Début 1941, elle devient chef adjointe du service de renseignement Zéro.
Mais en juillet 1941, après une dénonciation, la Geheime Feldpolizei fait irruption chez la famille de Landsheere alors que 500 exemplaires du journal clandestin et d'autres papiers compromettants sont cachés dans la maison. Par miracle, rien n'est découvert.
Malgré plusieurs autres alertes, les activités se multiplient : Louise de Landsheere réceptionne des agents parachutés de Londres, transporte des armes, aide à la rédaction de la Libre Belgique.
Le 5 mai 1942, tandis qu'elle se rend chez l'imprimeur de la Libre Belgique clandestine, Lielens, 8 rue de la Princesse à Molenbeek, elle est arrêtée par la Gestapo. Interrogée au siège de la Gestapo, au 453 Avenue Louise, puis incarcérée à la prison de Saint-Gilles, elle est conduite quatre jours par semaine avenue Louise pour y être interrogée.
À partir du 25 novembre 1942, elle comparaît devant un conseil de guerre allemand au Palais de justice de Bruxelles dans le cadre du procès de l'Affaire de la Libre Belgique et est condamnée à sept années de travaux forcés. Les imprimeurs sont condamnés à quinze ans de travaux forcés.
Elle refuse de contribuer à la fabrication de munitions pour les Allemands, ce qui ne fait qu'aggraver ses conditions de détention. Le 7 janvier 1943, elle est transférée vers le Zuchthaus d'Anrath, à proximité de Krefeld, surnommé le « château de la mort lente ». Elle doit travailler d'abord à découdre de vieux uniformes pour récupérer ce qui peut encore servir, puis  elle travaille en kommando. En avril 1944, elle est transférée à la forteresse Jauer en Silésie. Elle est envoyée dans différentes prisons puis revient à Anrath  avant d'être  transférée en avril 1944 à la forteresse Jauer en Silésie. Les prisonnières doivent y fabriquer des glissières d'obus mais elles refusent de fabriquer des munitions. Louise de Landsheere est mise aux arrêts pendant un mois puis est affectée à un atelier de couture.
Le 29 avril 1945, face à l'avance de l'Armée rouge, Louise de Landsheere, avec des milliers d'autres prisonnières, doit affronter une marche de la mort qui la conduit en Bavière, à la forteresse d'Aichach près de Dachau. Le 29 avril 1945, tandis que le typhus sévit dans le camp, Louise est libérée par les troupes américaines. Paul Lévy, correspondant de guerre, est sur place. Il organise le rapatriement vers Bruxelles de celle qui l'avait fait évacuer vers l'Angleterre au départ de Bruxelles en 1942. À son retour, elle apprend que son frère Henry est décédé tragiquement, lors de la libération, renversé par un char allié tandis qu'il circulait à motocyclette,.

### Après la guerre
À son retour, en 1945, elle rédige ses Mémoires, qu’elle ne se décide à publier qu’en 1989, année de son décès.
En 1946, elle est journaliste pour «Cité nouvelle» (1946) puis pour «Vers l'avenir» (1947), La Métropole (1947-1955) et «La Cité» (1950 à 1952). 
En 1953, elle est rédactrice au compte-rendu analytique du Sénat, fonction qu'elle exerce jusqu'en 1972 ou elle obtient le statut de sous-directeur à titre honoraire. 
Louise de Landsheere est présidente de l'amicale de La Libre Belgique clandestine, de l'amicale féminine des Camps et Prisons d'Allemagne. Enfin, elle est secrétaire générale de l'Union des services de renseignement et d'action (USRA) (1962),.
Elle milite également dans toute une série d’associations et d'instances officielles de défense des victimes de la guerre, l’Amicale des Femmes des Camps, le Fonds social des Prisonniers politiques, le Conseil supérieur des invalides de guerre, les Anciens combattants et victimes de guerre, la Commission permanente chargée du règlement du contentieux des victimes de guerre,...

## Reconnaissances
- Louise de Landsheere est reconnue capitaine ARA (Agents de Renseignement et d'Action), résistante, prisonnière politique et invalide de guerre[2].  https://www.freebelgians.be/articles/print.php?id=82
- En 2007, la promotion en sciences sociales de l'École royale militaire porte son nom (pour la première fois, une femme est ainsi mise à l'honneur)[7].

## Publication
- Louise de Landsheere, Les mémoires de Louise de Landsheere - De la résistance à la "marche de la mort", Éditions J. M. Collet, écrits en 1946, publié en juin 1989, deux mois avant son décès.